# Feuille de style

Échantillon de CSS, une feuille de style pour les pages web.

En typographie, une feuille de style est l'ensemble d'attributs de caractères et de formats de paragraphes pouvant être appliqués en une seule opération à un ou plusieurs paragraphes, à un livre, etc. De façon extensive, c'est l'ensemble des contraintes typographiques, de maquette, couleur, reliure, etc. qui définissent l'unité d'une collection littéraire, d'une revue périodique, etc.
C'est aussi un document permettant de mettre en forme un autre document, comme un document rédigé dans un langage de balisage, comme SGML, HTML ou XML. Pour ce faire, les feuilles de style sont rédigées dans un langage spécifique.
Les langages de feuilles de style les plus courants sont :
- CSS ;
- XSL ;
- XSL-FO ;
- Document Style Semantics and Specification Language (en) (DSSSL).

## Utilisation
L'objectif principal des feuilles de style est de séparer autant que possible la présentation et le contenu d'une page. Elles peuvent aussi permettre d'adapter automatiquement la présentation d'une page en fonction du média servant à l'afficher. On peut citer les avantages suivants :
- La structure du document et la présentation peuvent être gérées dans des fichiers séparés.
- La conception d'un document peut se faire sans se soucier de la présentation
- Dans le cas d'un site web, la présentation est uniformisée : les documents (pages HTML) font référence aux mêmes feuilles de style. Cette caractéristique permet, de plus, une remise en forme rapide de l'aspect visuel.
- Pour un même document, on peut donner le choix entre plusieurs feuilles de style, par exemple une pour l'impression et une pour la lecture à l'écran.